# دائرة بنورة
دائرة بنورة دائرة من دوائر ولاية غرداية وعاصمتها بنورة. وتضم بلديات بنورة والعطف.